# テアトルアカデミー
テアトルアカデミーグループは総合芸能学院テアトルアカデミー（株式会社テアトルアカデミー）を中心とし、系列に芸能事務所「テアトルエンターテインメント」や「アットプロダクション」「テアトルアカデミープロダクション」「テアトルRUIプロダクション 」などを持つグループ企業。

## 株式会社テアトルアカデミー
株式会社テアトルアカデミーは、日本の芸能事務所。日本声優事業社協議会会員。

### 概要
1980年（昭和55年）に創設。主にタレント養成や、出演斡旋、映画・放送・CMなどの企画・制作をおこなっている。
2014年7月現在、全国10か所に校舎を持っている。2018年8月、本部機能を現在の西早稲田に移転。関連団体も同地に入居している。
0歳から中学卒業までは付属児童劇団「劇団コスモス」に所属する。その中でも0歳から2歳までの「赤ちゃん部門」と3歳から中学卒業までの「子ども部門」に大別される。子ども部門の中でも3歳から6歳までの「幼稚部」、小学生の「児童部」、中学生の「中等部」に分かれる。
中学卒業以降は自動的に「テアトルアカデミー」に所属していたが、2017年以降は「テアトルアカデミープロダクション」に編入されるものが多い。その他系列事務所に編入・移籍するものも多い。

### 主な所属タレント
子役
- アレン明亜莉クレア
- 泉谷星奈
- 小山蒼海
- 武石桜華
- 塚尾桜雅
- 永瀬矢紘
- 永瀬ゆずな

ミュージシャン
- BmF
- Okubo Mitsuki
- BEAT PARADOX（元RHYTHM COLLECTION）

### 主な過去の所属タレント
＊系列事務所所属中のタレントは除く。系列事務所移籍後に退所等した者も含まれる。
- 塚田晴喜
- 佐藤瑠生亮
- 田中理勇
- 小林海人[7]
- 本田望結[8]
- 庄司龍成[8]
- 秋山悠介[8]
- 林遼威[8]
- 安達直人[8]
- 日高里菜[8]
- 村瀬継太[9]
- 野村涼乃[9]
- 中野勇士[9]
- 大谷美貴[9]
- 松元環季[10]
- 成田翔吾[11]
- 鈴木康太[11]
- 小杉茂一郎[12]
- 栗林里奈[12]
- 甲野優美（移籍後：香乃ゆうみ）[13]
- 清田陽平[13]
- 荒井賢太[13]
- 小林大祐[13]
- 鈴木コウタ[13]
- 鎗田千裕[14]
- 六車勇輝[14]
- 名波海紅[15]
- 萬歳恵子[16]
- 稲垣鈴夏[17]
- 平澤宏々路[18]
- 本川翔太[19]
- 鏑木海智[20]
- 松本春姫[21]
- 西澤愛菜
- 高橋光臣
- 内野謙太
- 富岡涼
- 石井一孝
- 住田隆
- 丸山歩夢
- 若林瑠星
- 伊澤柾樹
- 森迫永依
- 本仮屋ユイカ
- 福田明日香
- AYUSE KOZUE
- TOSHINARl
- 河辺千恵子
- 神戸みゆき
- 中島唱子
- 池田愛
- 篠川桃音
- 石井心愛
- 村瀬迪与
- 安生悠璃菜
- 森憩斗
- 工藤あかり
- 小西結子
- 富田望生
- 亀井有馬
- 重廣礼香
- 野原璃乙
- 藤野涼子
- 木村真那月
- 中谷一馬（衆議院議員）
- 足立英昭
- 徳山秀典
- 浅野優貴
- 谷山毅
- 渡邉奏人
- 菊地慶
- 髙橋來
- 水沼天孝
- 須田理央
- 須田琉雅
- 須田瑛斗

アイドル・ミュージシャン
- Mrs. GREEN APPLE
- choco☆milQ（現・CHOCO★MILQ）
- SiAM&POPTUNe
- sora tob sakana
- ミルキーベリー
- SNOW CRYSTAL
- アイドルクラスサッポロ

## プロダクション

### テアトルアカデミープロダクション
テアトルアカデミープロダクション株式会社は2017年12月設立の芸能事務所。

#### 主な所属タレント
2023年3月11日閲覧時点
- 石毛宏樹
- 梅﨑音羽
- 大山蓮斗
- 加藤央睦
- 亀田真央
- 河城英之介
- 北原十希明
- 栗本有規
- 黒澤宏貴
- 古賀瑠
- 小菅汐梨
- 正垣湊都
- 高梨理央
- 高橋愛莉
- 竹野谷咲
- 千葉ありさ
- 鶴翔麒
- 中村優月
- 野澤しおり
- 早坂ひらら
- 平尾菜々花
- 水野哲志
- 嶺岸煌桜
- 宮地美然
- 安山夢子
- 山田羽久利
- 吉田騎士
- 吉成翔太郎
- 米村莉子

### アットプロダクション
アットプロダクション株式会社は2017年12月設立の芸能事務所。

### テアトルエンターテインメント
テアトルエンターテインメント株式会社は2021年11月設立の芸能事務所。

#### 主な所属タレント
俳優
- 鎌田英怜奈
- 齋藤潤
- 鈴木福
- 鈴木夢
- 竹内夢（舘プロ・業務提携）
- 横溝菜帆

ミュージシャン
- Anna（舘プロ・業務提携）

### テアトルRUIプロダクション
「類プロダクション」の表記も存在する。

#### 主な所属タレント
2023年3月14日閲覧時点
- 青木樹
- 新井芳美
- 石原健太郎
- 植田茂
- 植田有希子
- 内田彩澄
- 梅田めぐみ
- 大井新生
- 奥山柚莉杏
- 尾﨑祐司
- 兼平由佳理
- 川末敦
- 菊池宇晃
- 佐々田加容子
- 佐野ひろゆき
- 山王弥須彦
- 島田愛梨珠
- 神坐慶
- 曽我久子
- 坪内花菜
- 原岡見伍
- 古川照之
- 前田慎治
- 松岡冬馬
- 山北歩生
- 渡辺友貴